# Bobbi Gibb
Roberta Louise „Bobbi" Gibb (* 2. listopadu 1942 Cambridge, Massachusetts) je americká atletka, běžkyně, která jako vůbec první žena v roce 1966 absolvovala Bostonský maraton. Svým výkonem tak vyvrátila tehdy rozšířené názory, že ženy nejsou fyzicky schopné vydržet běh na dlouhé vzdálenosti. Bostonskou Atletickou asociací je považována za neoficiální vítězku tohoto běhu v letech 1966, 1967 a 1968.
V roce 1966 se na Bostonský maraton chtěla přihlásit, ale pořadatelé ji odmítli zaregistrovat. „Aby žena běhala, to bylo naprosto mimo všechny společenské a kulturní normy," uvedla Bobbi Gibb. Na maraton však už dva roky trénovala, její tréninkové dávky přitom dosahovaly až 80 km. Rozhodla se tedy startovat bez čísla. Doběhla na 126. místě z asi čtyř stovek účastníků, v čase 3:21:40.
Následujícího roku se do startovního pole podařilo i s číslem proniknout další běžkyni Kathrine Switzerové, Bobbi Gibb ji ale nechala téměř o hodinu za sebou. Oficiálně se prvních sedm žen na start Bostonského maratonu postavilo až v roce 1972.